# Gaspare Colosimo
Gaspare Colosimo (Colosimi, 8 aprile 1859 – Napoli, 7 settembre 1944) è stato un avvocato, politico e filantropo italiano.

## Biografia
Nato a Colosimi nel 1859, un piccolo paese della Sila, frequentò le scuole medie al Convitto Nazionale Vittorio Emanuele II di Napoli (dove fu allievo di Giuseppe Petroni e Vincenzo Padula), si laureò in legge all'Università di Napoli ed a Napoli esercitò la professione di avvocato a partire dal 1896. In gioventù fu fervente repubblicano; nel 1882 fondò a Napoli il giornale di ispirazione repubblicana, "La lanterna", che ricordava nel titolo "La Lanterne" di Henri Rochefort e fece parte della Massoneria.
Convertitosi alla monarchia, seguì dapprima le orme del Duca di San Donato. Eletto al Parlamento la prima volta il 6 novembre 1892 (XVIII legislatura) nel collegio di Serrastretta, fu deputato per nove legislature rappresentando sempre i collegi elettorali calabresi. Ricoprì spesso cariche governative: fu anche sottosegretario di Stato all'agricoltura, alla giustizia, alle colonie, nonché ministro delle poste e telegrafi (con Giolitti), poi ministro delle colonie (con Boselli, 1916-1919), vicepresidente del consiglio dei ministri nel ministero Orlando nel 1919 e, ad interim, ministro dell'interno e presidente del Consiglio dei ministri (durante la permanenza di Orlando a Parigi, impegnato nelle trattative di pace). Si ritirò a vita privata nel 1924 e poco dopo, il 18 agosto 1924, fu nominato senatore del Regno.
Morì nel 1944 a Napoli nell'Istituto per ciechi "Paolo Colosimo" da lui stesso fondato e intitolato al figlio Paolo prematuramente scomparso. A Napoli è stato intitolato un largo nel Rione Materdei, mentre a San Lazzaro di Savena (BO) una rotonda.

## Scritti
Presso l'Archivio di Stato di Catanzaro sono raccolti i suoi Diari del Ministero, scritti sulla Pacificazione della Cirenaica, carteggi vari sull'amministrazione coloniale con appunti sulla storia dell'Eritrea e disegni di legge a stampa dal 1896 in poi, nonché carteggi con Vittorio Emanuele Orlando. Sono stati anche pubblicati i suoi Scritti e Discorsi parlamentari.
- Raffaele Colapietra (a cura di), Documenti dell'Archivio Colosimo in Catanzaro, Milano: Giuffré, 1981
- Articoli giovanili di Gaspare Colosimo: (dal n. 1877 al n. 1909), Napoli: Tip. Amitrano, 1960
- Opera tratta dagli scritti di Gaspare Colosimo: 1916-1919, Pompei: Scuola tipografica, 1959
- Interessi coloniali, Milano: Fratelli Treves, 1918